# Aquagen
Aquagen är en tysk dancemusikduo från Krefeld bestående av Olaf Dieckmann och Gino Montesano.

## Diskografi

### Album
- 2000 – Abgehfaktor
- 2002 – Nightliner
- 2002 – Weekender
- 2009 – So Far So Good (samlingsalbum)

### Singlar
- 1999 – "Ihr seid so leise" (engelsk titel: "You Are So Quiet")
- 2000 – "Lovemachine"
- 2000 – "Partyalarm"
- 2000 – "Phatt Bass"
- 2000 – "Tanz für mich"
- 2001 – "Hard to Say I’m Sorry"
- 2001 – "We Will Survive"
- 2002 – "Everybody’s Free"
- 2002 – "Summer Is Calling"
- 2004 – "Girl (Uhh Uhh Yeah Yeah)"
- 2006 – "The Pipes Are Calling"
- 2008 – "Blade" (Ali Payami vs. Aquagen & Warp Brothers)
- 2009 – "Hard To Say I'm Sorry 2k9"